# Metro (quotidiano)
Metro è un quotidiano internazionale distribuito gratuitamente, fondato nel 1995 in Svezia e diffuso in Italia dal 2000 al 2024.

## In Italia
L'edizione italiana, primo quotidiano nazionale a diffusione gratuita, viene fondata a Roma e inizia le pubblicazioni il 3 luglio 2000. Dopo alcuni mesi nasce anche l'edizione milanese.
Seguendo il modello della free press internazionale, il quotidiano ha sin da subito puntato sul generare introiti tramite la vendita di spazi pubblicitari, resi appetibili dall'alta diffusione che solo una pubblicazione gratuita può garantire, pari ad un milione di copie giornaliere tra il 2005 ed il 2006. 
Il successo della formula spinge molti altri editori a tentare operazioni simili. Nascono così: Leggo, City, le numerose testate locali di E Polis, DNews, nonché le anteprime gratuite di quotidiani tradizionali quali Anteprima Corsera del Corriere Della Sera e 24 Minuti de Il Sole 24 Ore. 
Dagli iniziali due centri di Roma e Milano, il quotidiano si espande proponendo edizioni locali in molte grandi città del centro-nord. 
Dall'agosto 2009 Metro, nell'ottica di disimpegno del gruppo svedese rispetto alle varie edizioni straniere, ha un nuovo editore italiano, la N.M.E - New Media Enterprise, presieduta da Salvatore Puzzo e presto ceduta all'editore Mario Farina. Il quotidiano è distribuito gratuitamente nelle città di Roma, Milano, Napoli, Torino, Genova, Firenze e Bologna. 
Nel maggio 2020 Metro cambia di nuovo proprietà: Salvatore Puzzo riacquisisce il controllo delle testata ma non delle complementari MetroStadio e MetroWeek, che restano invece di proprietà di Mario Farina. 
L'attuale format del quotidiano prevede sei diverse edizioni (Roma, Milano, Torino, Bologna, Firenze e Perugia) con uscite dal martedì al sabato ed una tiratura media di 180000 copie.
Nel corso degli anni, il quotidiano ha ospitato rubriche e commenti di celebri docenti universitari, comunicatori, economisti, ecc., come il vicedirettore del Tg5 Alessandro Banfi, il direttore di RaiSport Massimo De Luca, l'anchorman Luciano Rispoli, la produttrice musicale e opinionista tv Mara Maionchi, Fulco Pratesi, il caporedattore di Panorama Fabrizo Paladini, Mariano Sabatini per la critica tivù, il conduttore radiofonico Igor Righetti, l'economista Maurizio Guandalini, l'ex segretario del PD Walter Veltroni, la critica letteraria Antonella Fiori e quello cinematografico Mattia Nicoletti, il fondatore dei City Angels Mario Furlan, il Giornalista, Scrittore, poeta e fondatore della Maratona di Roma, Umberto Fausto Silvestri.
Termina le pubblicazioni il 23 dicembre 2024.

## Nei Paesi Bassi
Nei Paesi Bassi Metro è distribuito quotidianamente dal 1999, principalmente ai pendolari nelle zone ad alto traffico. Dalla proprietà di Metro International, nell'agosto 2012 il giornale è passato al Telegraaf Media Group (TMG).

## In Polonia
In Polonia Metro è stato pubblicato dal 1998 al 2016. Il quotidiano era pubblicato dal lunedì al venerdì nelle principali città polacche. Le edizioni differivano leggermente da città a città (comprese le pubblicità locali). Metro era disponibile in diverse centinaia di distributori nelle zone più trafficate delle città e agli incroci, raggiungendo sia i pedoni che gli autisti. La rete di distribuzione comprendeva inoltre rack nei centri commerciali, nei caffè, nei ristoranti McDonald's, negli uffici, nelle scuole e nei dormitori degli studenti e nelle stazioni ferroviarie. Dall'agosto 2007 è stata pubblicata anche l'edizione elettronica di Metro. Da settembre 2015 alla liquidazione, la versione cartacea e il sito web sono apparsi come Metrocafe.pl. L'ultimo numero è stato edito il 14 ottobre 2016.